# Anurocampa mingens
Anurocampa mingens är en fjärilsart som beskrevs av Herrich-Schäffer 1854. Anurocampa mingens ingår i släktet Anurocampa och familjen tandspinnare. Inga underarter finns listade i Catalogue of Life.